# Datingsimulatie
Een datingsimulatie of dating sim is een computerspelgenre en een subgenre van levenssimulatiespellen.

## Geschiedenis
Datingsimulaties komen van oorsprong uit Japan, waar de traditionele dating sim nadrukkelijk is gericht op dialogen en tijdbeheer. De speler moet vrienden worden en geleidelijk een relatie beginnen met een of meerdere personages. Men kan men ook de eigenschappen van de speler versterken om zo bepaalde vaardigheden te benadrukken.
Het eerste spel dat als grote invloed voor het genre wordt gezien is Dōkyūsei uit 1992. Het spel leunt echter meer op getimede gebeurtenissen dan op dialoogkeuze. Het spel Tokimeki Memorial uit 1994 populariseerde het genre in Japan. In dit spel kan de speler als student op een middelbare school meerdere meisjes daten.
De term wordt ook wel gebruikt voor andere spelgenres die romantische simulatie-elementen bevatten. De visuele roman kan ook onderdelen bevatten die als datingsimulatie wordt gezien.

## Eigenschappen
In een typische dating sim bestuurt de speler een mannelijke hoofdpersoon die is omringd door vrouwelijke personages. De gameplay draait om het aangaan van conversaties met de meisjes, in een poging om hun innerlijke liefdesmeter te laten stijgen. Hiervoor moet de speler onthouden wat het meisje over zichzelf vertelt en later de juiste volgorde van zinnen aanklikken op het scherm. Vaak duurt een spel een maand of zelfs meerdere jaren. Het spel is gewonnen wanneer men is "geëindigd" met een meisje, en dan vaak seks met haar heeft, gaat trouwen met haar, of het bereiken van eeuwige liefde. Doordat er meerdere personages en eindes zijn, kan het spel opnieuw worden gespeeld.
Er zijn vele variaties verschenen op het thema. Romances die zich op de middelbare school afspelen zijn het meest gebruikelijk, maar een dating sim kan zich bijvoorbeeld ook in een fantasiewereld afspelen. De meeste dating sims draaien om een mannelijke hoofdpersoon. Spellen met een vrouwelijke hoofdrol staan bekend als GxB, otome of otoge.

## Bekende spellen
Een bekende spelserie die draait om het daten met een meisje om uiteindelijk met haar te trouwen is het boerderijspel Harvest Moon. Ook de Star Ocean-serie is een serie rollenspellen met onderdelen van een dating sim.
Andere bekende spellen of spelseries zijn True Love, Dōkyūsei, Magical Date, Sakura Wars, Amagami, Love Plus, Hatoful Boyfriend, HuniePop en The Sims Social.